# 拓跋長寿
拓跋 長寿（拓跋長壽、たくばつ ちょうじゅ、生年不詳 - 475年）は、北魏の皇族。城陽康王。

## 経歴
拓跋晃と劉椒房のあいだの子として生まれた。468年（皇興2年）、城陽王に封じられた。征西大将軍・外都大官に任じられた。沃野鎮都大将として出向した。拓跋長寿は聡明で善政をおこない、任地の部民をよく慰撫して、沃野鎮に威名をひびかせた。475年（延興5年）12月、死去した。諡は康王といった。

## 妻子

### 妻
- 麴氏（麴寧孫の長女）

### 子
- 拓跋多侯（早世）
- 元鸞

## 伝記資料
- 『魏書』巻19下 列伝第7下
- 『北史』巻18 列伝第6